# Ludisor
Ludisor (egyes forrásokban Ludasér, románul: Ludișor, németül: Spieldorf) falu Romániában, Brassó megyében. Fogarasföldi román település. Közigazgatásilag Voila községhez tartozik.

## Fekvése
A DJ109-es megyei út mentén, Brassó megye nyugati részén fekszik. Községközpontja, Voila 7 kilométerre északnyugatra van. A legközelebbi város Fogaras, 10 kilométerre északkeletre. Területe 980 hektár, a faluban 152 házhely van.

## Története
Első említése 1476-ból származik, mikor III. Basarab havasalföldi fejedelem megerősítette a Șerban bojárokat sinkai és ludisori birtokaikban. A falu neve valószínűleg román családnévből származik; a 17. század elején megemlítik Vasile Ludișor családját, később pedig Toma Ludișor nemest, akit Lorántffy Zsuzsanna a fogarasi uradalom pénzbeszedőjének nevezett ki.
A 18. század elején a bécsi udvar nyomására az ortodox lakosok egy része görögkatolikus hitre tért; 1733-ban már görögkatolikus esperesség székhelyeként említik. Kőtemplomai, az Istenszülő elszenderedésének szentelt ortodox és a Szentháromságnak szentelt görögkatolikus templom a 19. század közepén épültek (utóbbit 1948-ban kisajátította az ortodox egyház). A trianoni békeszerződésig Fogaras vármegye Fogarasi járásához tartozott.
A falu népessége csökkenőben van. Míg 1850-ban 614-en lakták (ebből 237 fő a határőrséghez tartozó katonai lakosság), 2011-ben már csak 177-en (168 román, 9 nem nyilatkozott).